# Maria Terwiel

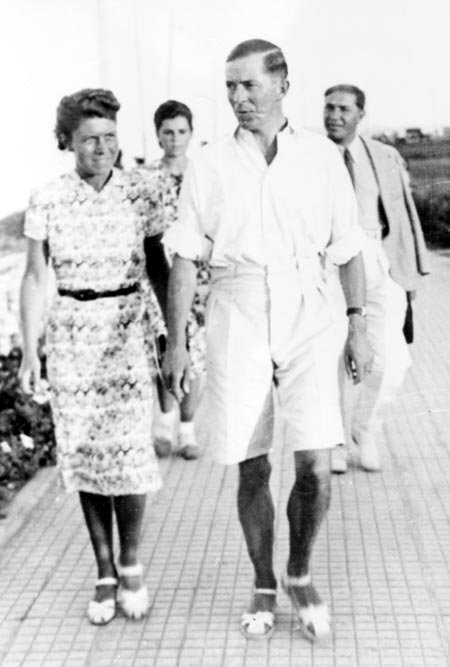
Maria Terwiel und Helmut Himpel

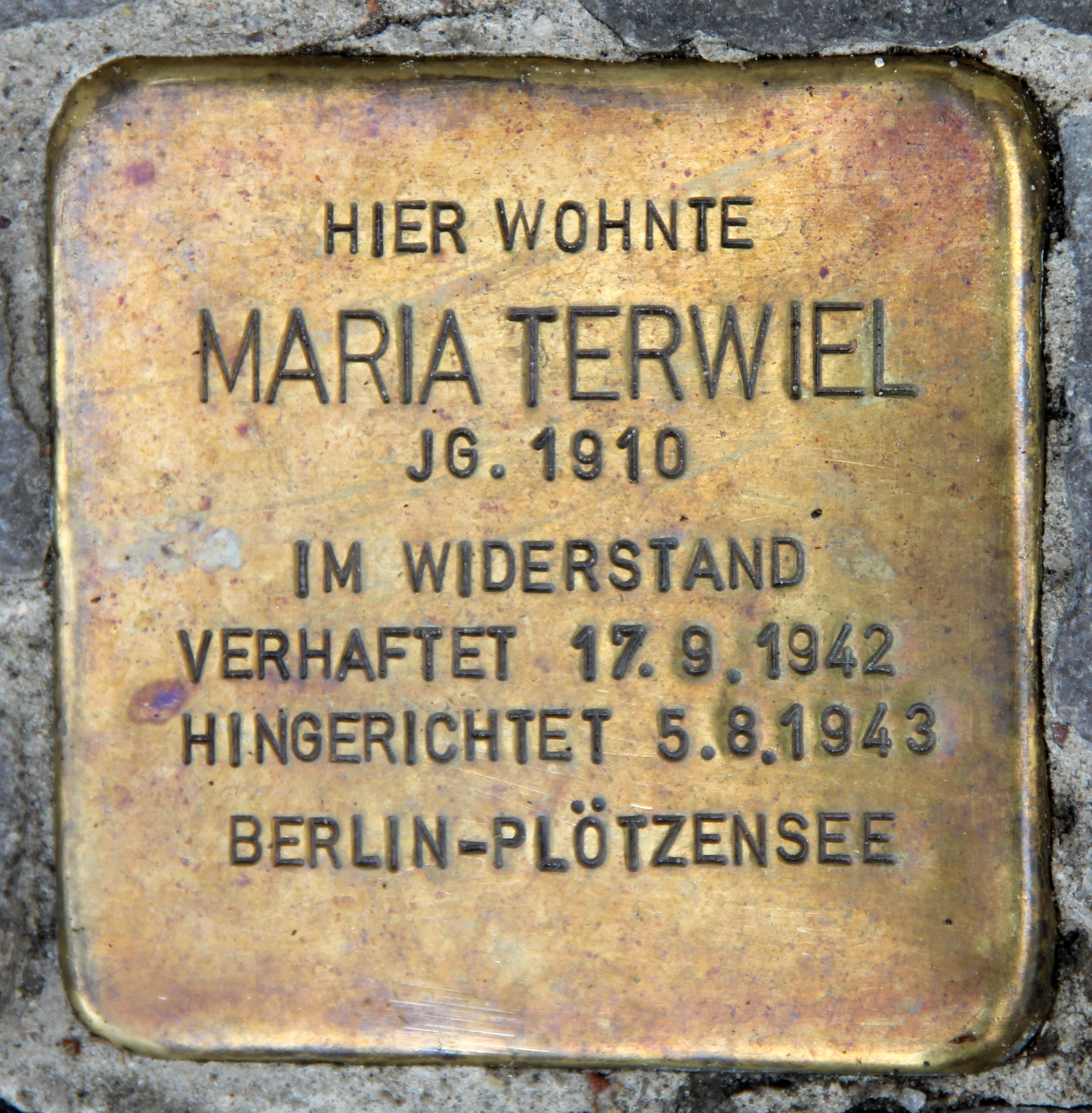
Stolperstein, Lietzenburger Straße 72, in Berlin-Charlottenburg

Maria Terwiel (eigentlich Rosemarie Terwiel; * 7. Juni 1910 in Boppard; † 5. August 1943 in Berlin-Plötzensee) war eine katholische deutsche Widerstandskämpferin gegen den Nationalsozialismus. Sie gehörte zum Kreis der Roten Kapelle.

## Leben

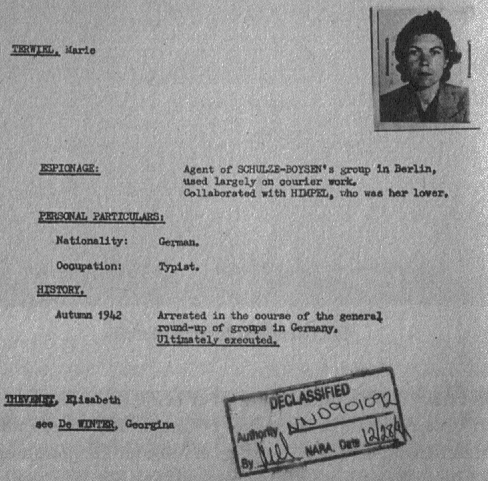
US-CIC-Akte über Maria Terwiel

Die Tochter eines hohen Verwaltungsbeamten (Johannes Terwiel, *7. Juni 1882 in Rheinberg, Katholik und Sozialdemokrat, später Lehrer in Boppard, dann Vizepräsident des Oberpräsidiums von Pommern) und einer jüdischen Mutter (Rosa Terwiel) schloss den Besuch des Gymnasiums in Stettin 1931 mit dem Abitur ab. Sie nahm anschließend ein Jurastudium in Freiburg im Breisgau und München auf. Während des Studiums lernte sie ihren späteren Verlobten Helmut Himpel kennen. Doch auf Grund der Nürnberger Gesetze galt Maria Terwiel als „Halbjüdin“, weswegen sie keine Aussicht hatte, eine Stelle als Referendarin zu bekommen. Es war ihr und Helmut Himpel verboten, zu heiraten. Nach Abbruch des Studiums kehrte sie zu ihrer inzwischen in Berlin lebenden Familie zurück und zog später mit Helmut Himpel zusammen. In einem deutsch-schweizerischen Textilunternehmen fand sie eine Anstellung als Sekretärin.
Die gläubige Katholikin unterstützte gemeinsam mit Hans Helmuth Himpel versteckte Juden, indem sie ihnen Ausweise und Lebensmittelkarten beschaffte. Über John Graudenz kam es  zu Kontakten zur Widerstandsgruppe Rote Kapelle um Harro Schulze-Boysen. Terwiel schrieb illegale Flugblätter ab und brachte Klebezettel gegen die nationalsozialistische Propagandaausstellung „Das Sowjetparadies“ an.
Maria Terwiel wurde am 17. September 1942 verhaftet. Mehrere Wochen saß sie mit der polnischen Widerstandskämpferin Krystyna Wituska in einer Zelle im Polizeigefängnis Alexanderplatz, eine enge Freundschaft verband beide bis zur Hinrichtung Terwiels. Am 26. Januar 1943 wurde Terwiel vom Reichskriegsgericht zum Tod verurteilt. Nach Ablehnung eines Gnadengesuchs durch Adolf Hitler wurde am 4. August 1943 die Vollstreckung des Urteils angeordnet und die Hinrichtung durch das Fallbeil am folgenden Tag im Strafgefängnis Berlin-Plötzensee vollzogen. Zuletzt lebte  sie an der Seesener Straße 16 in Halensee.

## Ehrungen
- Der Terwielsteig in der Paul-Hertz-Siedlung nahe der Hinrichtungsstätte Plötzensee ist nach ihr benannt.[4]
- Im Hof der Humboldt-Universität in Berlin-Mitte (Unter den Linden 6) gibt es einen Gedenkstein.[5]
- In ihrer Geburtsstadt Boppard wurde ihr die Maria-Terwiel-Straße gewidmet, und seit 2009 erinnert eine Gedenktafel am Geburtshaus in der Mainzer Straße 17 an das Schicksal der Lehrerstochter.
- In Lüneburg trägt die Maria-Terwiel-Straße ihren Namen.
- In Karlsruhe trägt die Maria-Terwiel-Straße ihren Namen.
- In Leverkusen trägt die Maria-Terwiel-Straße ihren Namen.
- In Hamburg trägt die Maria-Terwiel-Kehre ihren Namen.
- In Rheinberg wurde eine Straße in einem Neubaugebiet nach Maria Terwiel benannt.
- Am 13. März 2012 wurde vor dem ehemaligen Wohnhaus, in Berlin-Charlottenburg, Lietzenburger Straße 72, ein Stolperstein für Maria Terwiel verlegt.
- Im November 2022 wurde an sie und weitere christliche Widerstandskämpfer  in der Ausstellung „Märtyrer – christliche Gewaltopfer der NS-Zeit“ des Landtags NRW erinnert.[6][7]